# Verein Historische Mittel-Thurgau-Bahn
Der Verein Historische Mittel-Thurgau-Bahn (VHMThB) mit Sitz in Weinfelden TG unterhält und betreibt historische Eisenbahnfahrzeuge, vorab der einstigen Mittel-Thurgau-Bahn (MThB), das er in der Bahn-Erlebnis-Welt Locorama in Romanshorn ausstellt und für nostalgische Gesellschafts- und Ausflugsfahrten einsetzt. Am bekanntesten sind hierbei der «Mostindien-Express» sowie der «Thurgauer Zug».

## Verein

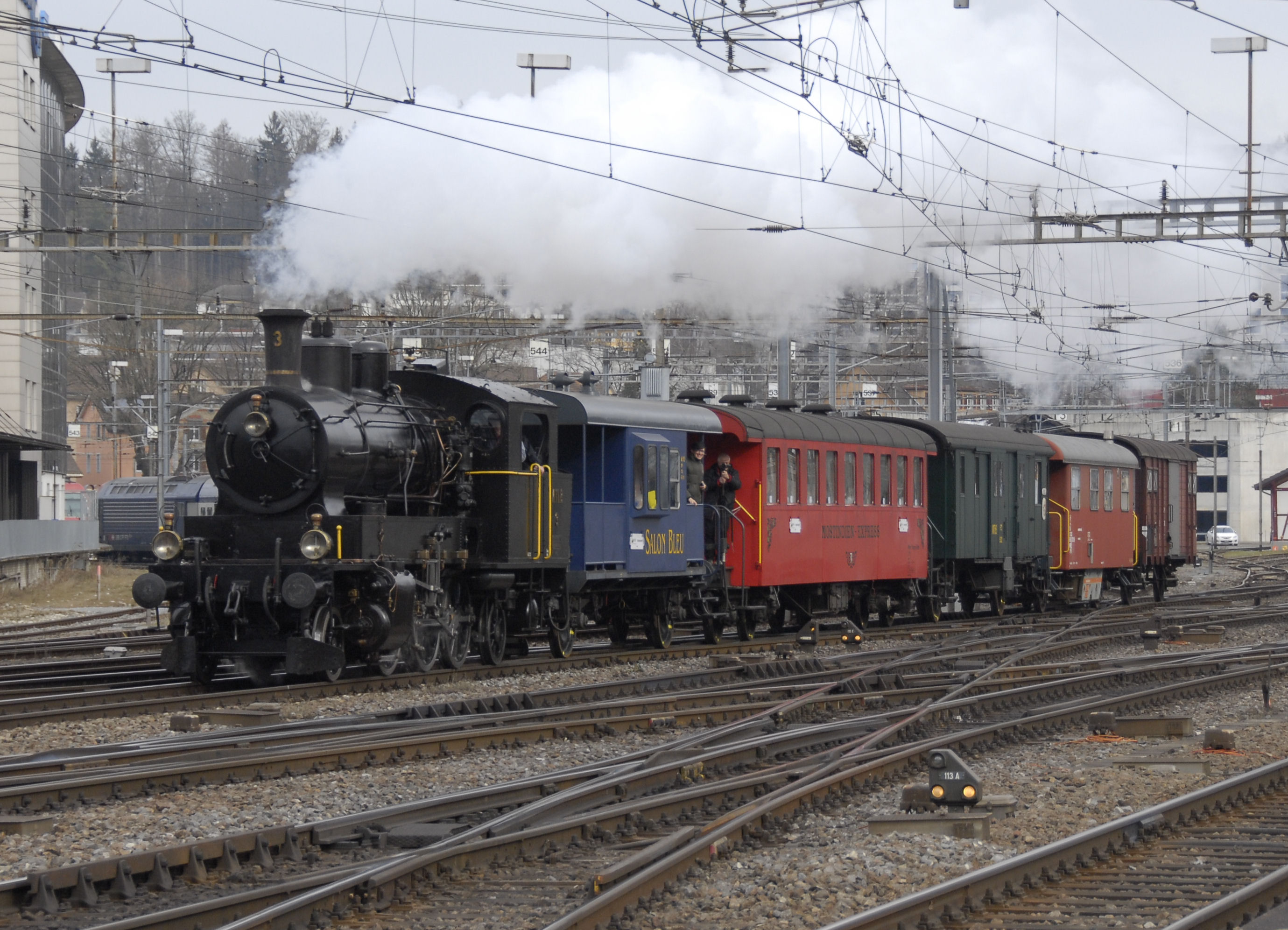
«Mostindien-Express» mit MThB Ec 3/5 Nr. 3 als Ausflugszug des Vereins «Historische Mittel-Thurgau-Bahn» unterwegs am 22. Februar 2015 im Bahnhof Winterthur

Der Verein zählt rund 350 Mitglieder und Gönner. Der Vorstand arbeitet ehrenamtlich, und viele Mitglieder arbeiten ebenso ehrenamtlich in ihrer Freizeit am Unterhalt der Fahrzeuge und im Betrieb. Der Verein versteht sich einerseits als Plattform, die alle Interessen vertritt, die dem Erhalt der historischen Substanz der ehemaligen Mittel-Thurgau-Bahn dienen. Anderseits ist er dafür besorgt, dass die historischen Fahrzeuge, vorab der MThB, als lebendige Kulturdenkmäler im Einsatz stehen und Erlebnisse vermitteln können. Der Ostschweizer Verein organisiert öffentliche Fahrten mit dem Dampfzug «Mostindien-Express» (Raum Ostschweiz) und dem «Thurgauer Zug» (schweizweit).
Der Sitz des Vereins befindet sich in Weinfelden (wie derjenige der einstigen MThB), die Fahrzeuge sind in der Bahn-Erlebniswelt Locorama in Romanshorn zur Besichtigung ausgestellt.

### Vereinsgeschichte

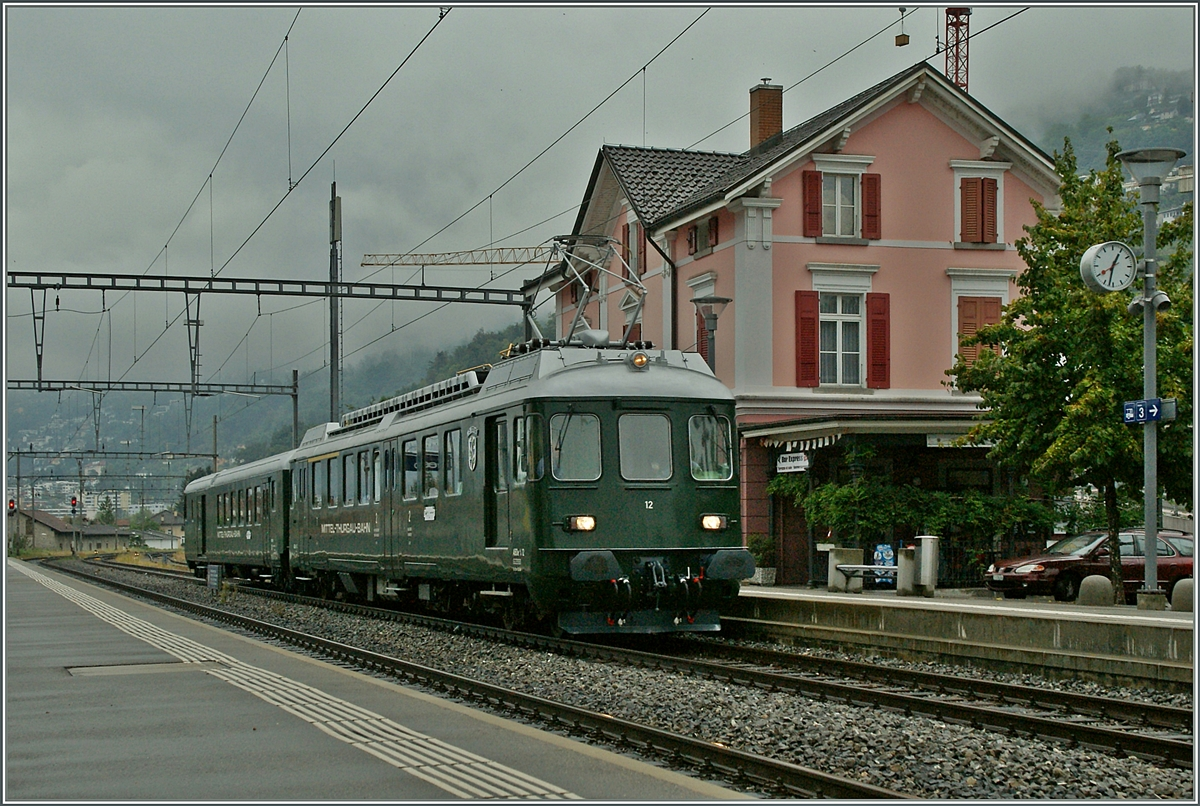
MThB ABDe 4/4 Nr. 12 und BDt 205 im Jahr 2013 (Durchfahrt Bahnhof Tenero, anlässlich einer Gesellschaftsfahrt des Vereins über den Gotthard)

Im Dezember 2002 wurde in einer Eisenbahn-Zeitschrift verschiedenes Rollmaterial der Mittelthurgaubahn in Liquidation zum Verkauf an den Meistbietenden ausgeschrieben (Kostenpunkt: 180'000 Franken für eine Dampflok und zwei Wagen). Daraufhin gründeten dann am 14. Januar 2003 vier Personen aus Weinfelden, Märstetten und Bussnang einen Verein mit dem Ziel, die historischen Fahrzeuge der ehemaligen Mittel-Thurgau-Bahn zu erhalten. Mit einer Sammelaktion bei der Thurgauer Bevölkerung konnten in drei Wochen 165'000 Franken beschafft werden. Am 10. Februar gehörte die Dampflok Ec 3/5 Nr. 3 und am 31. März 2003 der gesamte «Mostindien-Express», zusammen mit dem roten Salonwagen C 111 und dem grünen Gepäck-/Postwagen FZ 502, dem Verein. Unterdessen sind weitere Fahrzeuge hinzugekommen und neben dem Dampfzug steht mit dem «Thurgauer Zug», bestehend aus dem MThB-Triebwagen ABDe 4/4 12 und Steuerwagen BDt 205, eine elektrische Komposition für den schweizweiten Einsatz zur Verfügung. Am 28. Oktober 2018 übernahm der Verein von TRAVYS eine weitere vollständige Pendelzugkomposition: Triebwagen ABDe 538 316 (ex Thurbo ABDe 638 616, MThB ABDe 4/4 16, ex GFM ABDe 4/4 171) sowie den letzten noch originalen Steuerwagen Bt 904 (ex Thurbo/MThB Bt 204). Beide Fahrzeuge wurden in den 1960er-Jahren an die GFM (TPF) geliefert, sie waren von 1983 bis 2002 bei der MThB und anschliessend bis 2006 bei Thurbo im Einsatz, bevor sie in die Westschweiz gelangten.

## Öffentliche Fahrten
Am bekanntesten und schon länger etabliert sind die öffentlichen Publikumsfahrten mit dem Dampfzug «Mostindien-Express» in den Monaten Mai bis Oktober am jeweils letzten Sonntag des Monats als «Uferdampffahrt» auf der Seelinie (Romanshorn-Kreuzlingen-Romanshorn vormittags, Romanshorn-Rorschach nachmittags). Weitere Fahrten sind die «Osterhasenfahrten» in die Region, die Muttertagsfahrt oder die mit dem «Thurgauer Zug» durchgeführten Herbst- und Schlemmerfahrten. Zudem ist der «Mostindien-Express» im Winter (in der Regel alle zwei Jahre) auf grösseren Rundreisen im Raum Ostschweiz unterwegs.